# 云南娑罗双
云南娑罗双（学名：Shorea assamica）为龙脑香科娑罗双属下的一个种。

## 文化意义
在热带与南亚热带地区的佛教寺庙中，云南娑罗双是传统的佛教树种，以表达佛教的涅槃之意。

## 扩展阅读
- 維基物種上的相關：云南娑罗双